# Октябрьский (Каменский муниципальный округ)
Октябрьский — посёлок в Каменском районе Свердловской области России. Входит в Каменский муниципальный округ. Ранее входил в состав Сосновского сельсовета Каменского района.

## География
Посёлок Октябрьский расположен в 43 километрах (по автотрассе в 51 километре) к западу от города Каменска-Уральского, в истоке правого притока реки Сосновки (левый приток реки Кокшарихи, речной бассейн Исети).

## Население
| 2002 | 2010 | 2021 |
| ---- | ---- | ---- |
| 134  | ↘83  | ↗88  |

Структура
По данным Всероссийской переписи населения 2002 года, русские составляли 66 % от общего числа жителей посёлка, татары — 17 %. По данным переписи населения 2010 года, в посёлке проживали 83 человека — 39 мужчин и 44 женщины.